# Факултет по педагогика (Софийски университет)
Факултетът по педагогика е най-младият от 16-те факултета на Софийския университет.
Независимо от формалната хронология, самият Университет е основан през 1888 г. с откриването на Висш педагогически курс към Първа мъжка гимназия. В този контекст с отделянето на катедрата по педагогика от Философския факултет, и обособяването ѝ в самостоятелен Педагогически факултет, окончателно се разделя университетското ядро, оформяйки академичната структура в навечерието на 100-годишнината на Софийския университет. 
Преди 1986 г. специалност Педагогика се изучава в рамките на Историко-филологическия, Историко-философския и Философския факултет. Сред видните преподаватели по специалността са Йосиф Ковачев, Петър Нойков, Петко Цонев, Михаил Герасков, Димитър Кацаров, Найден Чакъров, Жечо Атанасов. 
Покровители на Факултета по педагогика са Кирил и Методий, а 11 май е обявен за Ден на Факултета.